# Cermignano
Cermignano é uma comuna italiana da região dos Abruzos, província de Teramo, com cerca de 1.970 habitantes. Estende-se por uma área de 26 km², tendo uma densidade populacional de 76 hab/km². Faz fronteira com Bisenti, Canzano, Castel Castagna, Castellalto, Cellino Attanasio, Penna Sant'Andrea, Téramo.

## Demografia
| Variação demográfica do município entre 1861 e 2011                               |
|                                                                                   |
| Fonte: Istituto Nazionale di Statistica (ISTAT) - Elaboração gráfica da Wikipedia |